# Lioudmila Semykina
Pour les articles homonymes, voir Semikina.
Lioudmila Nikolaïevna Semykina (en russe : Людмила Николаевна Семыкина ; en ukrainien : Людмила Миколаївна Семикіна, Lioudmyla Mykolaïvna Semykina), née le 23 août 1924 et morte le 12 janvier 2021, est une artiste peintre et dessinatrice ukrainienne.

## Biographie
Lioudmila Nikolaïevna Semykina naît le 23 août 1924,. Elle effectue des études artistiques, est diplômée de l'école d'art Grekov d'Odessa en 1943 et de l'Institut d'art d'État de Kiev en 1953. Elle peint notamment des images d'Odessa, des paysages et des natures mortes. En 1963, elle rejoint une organisation dissidente, le Club des Jeunes Créatifs de Kiev. Elle crée en 1964 avec Halyna Sévrouk et Halyna Zoubtchenko un grand vitrail représentant Taras Chevtchenko en colère tenant une femme battue et un livre. La femme battue représentait l'Ukraine ; près de la scène figure la phrase « Je glorifierai ces petits esclaves muets, je mettrai le monde pour monter la garde auprès d'eux ». Elle a exécuté cette œuvre pour l'Université de Kiev, mais l'université a détruit le tableau. Peu de temps après, Lioudmila Semykina est exclue de l'Union des artistes de la RSS d'Ukraine pendant un an en raison d'activités politiques. Elle en est exclue de nouveau en 1968 pour avoir signé des pétitions publiques en faveur des droits de l'homme. Elle en redevient membre vingt ans plus tard, en 1988,,,,. En 2000 elle reçoit le prix Vassyl-Stous.
Lioudmila Semykina meurt le 12 janvier 2021.

## Œuvres
- Portrait de groupe des anciens arsenaux bolcheviques, 1954.
- Dans le port d'Odessa.
- Soirée d'hiver
- Twilight "Après le tour", 1954.
- Jour venteux, 1957.
- Réparation de la couchette, 1960).
- Les matins, 1961.
- La légende de Kiev, 1966.
- Vitrail

### Littérature
- Taras Shevchenko à l'Université de Kiev (co-écrit, détruit en mai 1964).
- Croquis de costumes pour le film "Zahar Berkut" (1970-1971).
- Encyclopédie des études ukrainiennes, par V. Kubiyovych, Paris et New York.
- « Jeune vie, 1954-1989 », Art of Ukraine: Biographical Handbook, édité par A.V. Kudrytsky, MG Labinsky.
- Encyclopédie ukrainienne, 1997, p. 531-532  (ISBN 5-88500-071-9).

### Bâtiments
- Steppe scythe
- Légende polonaise
- Époque princière
- Rétro
- Moderne (1965-1996).
- Conception de la station de métro Pochayna (1980)